# Flannery O'Connor
Flannery O'Connor (Savannah, 1925 – Milledgeville, Geórgia, 1964) foi uma escritora norte-americana. Sendo uma importante voz na literatura americana, escreveu dois livros e trinta e dois contos.
Oriunda do sul dos Estados Unidos, enquadra-se dentro do estilo literário gótico sulista, com situações grotescas, marcadas por violência e personagens em decadência. Embora estivesse num contexto social predominantemente protestante, sua escrita reflete a crença no catolicismo romano, onde com frequência são examinados temas como ética e moralidade. Dentre seus contos mais célebres, incluem A Good Man is Hard to Find, Good Contry People (1955) e Everything That Rises Must Converge (1965).
Publicou dois romances, The Violent Bear It Away (1960) e Wise Blood (1952), enquanto seus contos foram compilados em uma edição após sua morte e, em 1972, Complete Stories ganhou o prêmio National Book Award.

## Biografia
O'Connor nasceu a 25 de Março de 1925, em Savannah, Geórgia, filha única de Edward Francis O'Connor, um agente imobiliário, e de Regina Cline.
Morreu de lúpus em 1964 no Baldwin County Hospital. Está enterrada no Memory Hill Cemetery, Milledgeville, ao lado do seu pai.

## Obras
Romance
- Sangue sábio - no original Wise Blood (1952)
- O Mundo é dos violentos - no original The Violent Bear It Away (1960)

Contos
- Um bom homem é difícil de encontrar - no original A Good Man Is Hard to Find (1953)
- Tudo o que sobe deve convergir - no original Everything That Rises Must Converge (1965)
- O gerânio - contos dispersos - no original The Complete Stories (1971)

Outros trabalhos
- Mystery and Manners: Occasional Prose (1969)
- The Habit of Being: Letters of Flannery O'Connor (1979)
- The Presence of Grace: and Other Book Reviews (1983)
- Flannery O'Connor: Collected Works (1988)
- Flannery O'Connor: The Cartoons (2012)
- A Prayer Journal (2013)